# 布罗尼斯拉夫·卡明斯基
布罗尼斯拉夫·弗拉迪斯拉沃维奇·卡明斯基（羅馬化：Bronislav Vladislavovich Kaminsky；1899年6月16日—1944年8月28日），波兰裔俄罗斯人。二战时曾任党卫队俄罗斯民族解放军突击旅（又稱卡明斯基旅）指挥官。在他的指挥下，卡明斯基旅犯下了不计其数的战争罪行。

## 生平

### 早年生活
布罗尼斯拉夫·卡明斯基出生于俄罗斯帝国維捷布斯克省（现白俄罗斯維捷布斯克州），父亲是波兰人，母亲是德意志人。俄国内战爆发后，卡明斯基报名加入红军。复员之后，卡明斯基返回圣彼得堡理工学院就读，并于毕业之后成为了一名化学工程师。1935年，他被开除出党，1937年大清洗期间又因批评斯大林的农业集体化政策被指控为反革命分子遭到逮捕。1941年，卡明斯基出狱，后定居于布良斯克，在当地一家酒厂工作。

### 伪军领袖
1941年10月6日，入侵苏联的德军占领了布良斯克附近的洛科特地区。同年11月，卡明斯基及其密友，康斯坦丁·沃斯科波伊尼克，当地技校教师，向德国占领军提议在当地成立伪政权与伪军。沃斯科波伊尼克被德军钦点为伪政权行政长官，掌握军政大权，卡明斯基则被钦点为其副官。在古德里安的支持下，两人组建了一支10,000人的伪军。次年，这支伪军被正式命名为“俄罗斯民族解放军」，又称「卡明斯基旅」。同年1月8日，沃斯科波伊尼克在战斗中阵亡，其职务由卡明斯基接替。
在卡明斯基接替沃斯科波伊尼克两个月之后的3月中旬，因卡明斯基保证其伪军已有能力围剿红军游击队并展开反对「犹太布尔什维主义」的宣传攻势，德国第2装甲集团军指挥官鲁道夫·施密特，任命卡明斯基为位于洛科特地区中部的第532陆军集团军后方区域指挥部长官，1942年7月19日，在被中央集团军指挥官君特·克鲁格批准后，卡明斯基被授予了名义上一定程度的自治权，有权建立独立的司法与立法体系以及发行一份自己的报纸。其统治期间鼓励私人经营企业并废除了农业集体化政策。
1942年6月，卡明斯基旅参加了「鸟鸣行动」（Operation Vogelsang），此行动是维尔纳·吉尔萨的”吉尔萨第二特遣队“军事行动的一部分。同年秋天，为了扩充其伪军，卡明斯基征召了其”领土“范围内所有尚有行动能力之男子及一部分附近集中营中的苏军战俘，并下令搜罗所有因燃料缺乏及微小损坏而被遗弃的苏军坦克及装甲车。至11月，卡明斯基旅至少搜罗到了2辆BT-7坦克和一门76毫米火炮。因其部队缺乏军服和军靴，德军共给卡明斯基旅配发了足够装备四个营的军服（然而，截至1942年下旬，卡明斯基旅已扩编至约8,000人14个营，于1943年一月又扩编至9,828人，装备了一辆重型KV-2坦克，两辆中型T-34坦克，三辆BT-7，两辆BT-5轻型坦克，一辆BA-10装甲车及一辆BA-20装甲车）。
1943年春天，卡明斯基旅的编制进行了重组。重组之后，全旅共包括5个团，一个装备3挺AA机枪及4挺重机枪的防空营，一个编制不明的军事单位及一支专门保障卡明斯基人身安全的卫队，总共12,000人。
1943年5月-6月，卡明斯基旅与德军一起参加了「吉普赛男爵」（Gypsy Baron）行动，后又参加了库尔斯克会战期间的「堡垒行动」。在堡垒行动之后，卡明斯基旅又参加了两次性质相同的军事行动。在这些军事行动中，卡明斯基旅与德军都犯下了针对游击队与平民罄竹难书的暴行。根据战后苏联方面的有关统计，约有10,000人死于卡明斯基旅的暴行。
1943年夏天，因近来苏联的军事胜利以及游击队针对卡明斯基旅坚持不懈的策反，卡明斯基旅开始出现大规模的逃兵。游击队亦多次尝试过刺杀卡明斯基，但每次都以失败告终。所有被抓到的刺客都被卡明斯活活掐死。为了防止卡明斯基旅的指挥出现混乱，德军将一名联络官派往卡明斯基处以期再次重组其部队。

### 白俄罗斯

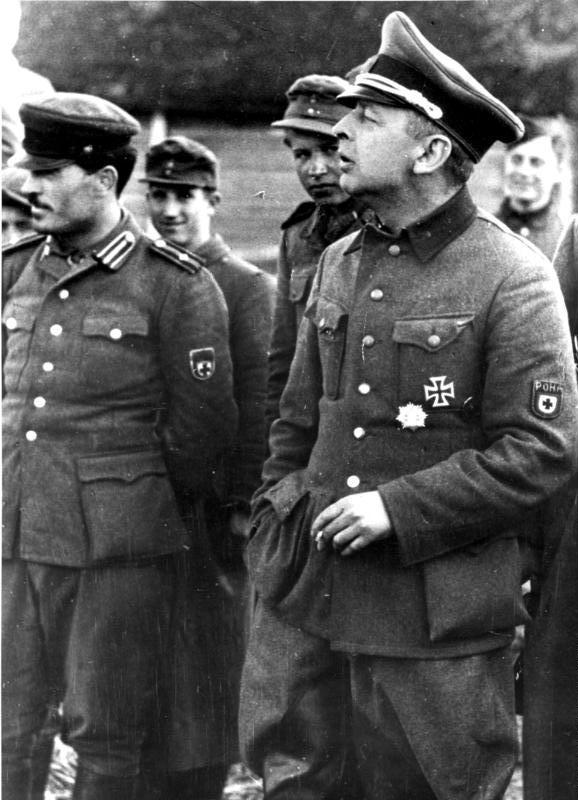
铁拳行动期间的布罗尼斯拉夫·卡明斯基与其部队成员，1944年5月。

“堡垒行动」失败之后，苏军开始反攻，卡明斯基旅被迫撤退。1943年7月29日，卡明斯基下令转移洛科特伪政权及其部的家属及财产。至1943年9月，近30,000人，包括11,000名部队家属被德军转移并安置到游击队活动频繁的白俄罗斯列佩利及维捷布斯克，在这里卡明斯基旅又被卷入了与游击队的激烈战斗中。
在撤退期间，逃兵大幅增加，整支部队都有崩溃的迹象。在得知第二团团长塔拉索夫密谋带领整个团加入苏联红军以期获得赦免之后，卡明斯基将他以及其他八人在他的部队面前掐死。尽管如此，接下来的两天内仍有近200人逃跑。截至1943年10月，卡明斯基旅损失了其2/3的成员，但仍保有包括8辆T-34在内的12辆坦克，3门76毫米及8门45毫米火炮。
在德军于1943年末1944年初从俄罗斯境内撤退到白俄罗斯之后，卡明斯基旅再次扩编（白俄罗斯本地警察和被从苏联监狱里释放的犯人都加入了其编制）并于1944年4月11日加入党卫军冯·哥特贝格（von Gottberg）战斗集群（臭名昭著的「迪尔旺加旅」也在这一战斗集群编制内）。加入战斗集群后，卡明斯基旅参加了大量的屠杀与维稳行动，约17,000人被其杀害。在这些行动中，当地平民都被当作潜在的游击队员遭到杀害，其房屋等财产也被一并烧毁。1944年1月27日，希姆莱为了奖励卡明斯基的「建树」授予了他二级铁十字勋章以及一级铁十字勋章。
1944年2月15日，卡明斯基命令其部队及洛科特行政当局向西进一步撤退到白俄罗斯西部的贾特拉瓦地区。这时，扩编后的卡明斯基旅已充斥着白俄罗斯本地警察。同年3月，卡明斯基旅改名为”卡明斯基国民旅“。

### 部队改制
1944年6月，卡明斯基旅被正式吸纳进党卫军，改名为“党卫队俄罗斯民族解放军突击旅”，由卡明斯基担任该旅的旅长。
由于苏军发动的巴格拉季昂行动，卡明斯基旅的反游击作战暂时停止，其7,000名成员也被集中到位于諾伊哈瑪的党卫军训练营，为成立一个全部由俄罗斯人组成的党卫军师团而做准备（即党卫军第29掷弹兵师）。1944年8月1日，卡明斯基被授予党卫军旅队领袖以及大将军衔。

### 华沙起义
在镇压华沙起义时，卡明斯基旅在奥乔塔区犯下了包括700起谋杀罪，大量强奸罪，以及大量抢劫/偷盗罪等罄竹难书的罪行。卡明斯基认为自己应该直接从党卫军最高领袖希姆莱处接受命令，因此拒绝听从华沙德军总指挥埃里希·冯·登·巴赫-热勒维斯基的命令。

### 受审枪决
希姆莱以卡明斯基在华沙起义期间指挥不当为由，在经罗兹军事法庭审判之后将卡明斯基及其亲信处决。他們因盜竊帝國財產而受到審判，因為被盜財產本應交給希姆萊，但卡明斯基和他的手下試圖將其據為己有。與卡明斯基一起被處決的還有他的旅參謀長、高級突擊隊大隊長伊利亞·沙維金、他的司機和旅外科醫生 F·N·扎博拉和他的翻譯G·薩多夫斯基。
卡明斯基旅的士兵們得到了錯誤的解釋，党卫军稱卡明斯基是被波蘭遊擊隊殺害的。當卡明斯基的手下拒絕接受這個解釋時，蓋世太保把卡明斯基的車開走，把它推到溝裡，用機槍掃射，並在車上塗滿鵝血，作為證據。士氣低落的部隊很快就被搬出城鎮並駐紮到北部，遠離任何遊擊隊活動。
卡明斯基的去世以及他的部隊作為作戰部隊的不可靠，導致將卡明斯基旅擴編為師的計劃宣告結束。卡明斯基死後，他的部隊转由黨衛軍旅队長克里斯托夫·迪姆少將指揮。

## 所获荣誉
- 1939年铁十字勋章
  - 一级，1944年1月27日
  - 二级，1944年1月27日
- 东线奖章
- 反游击战徽章，1944年7月31日
- 一级和二级东方民族英勇功勋奖章，1944年
- 黑色重伤徽章